# Neis cordigera
Neis bourse de mer
Espèce
Neis cordigera, ou Neis bourse de mer, est une espèce de cténophore de la famille des Beroidae vivant dans le Pacifique Sud, elle fut décrite pour la première fois en 1829 par René Primevère Lesson.

## Description

### Taille
Neis cordigera atteindrait de 20 à 25 cm pour certains et pour d'autres dépasseraient les 30 cm. Ce cténophore est 2 ou 2,5 fois plus long que large et 4 à 5 fois plus long qu'épais.

### Forme
Le corps de Neis cordigera est très compressé. Il est flanqué de deux "ailes" dont les bords sont des ctènes. Vu depuis le haut, l'animal semble presque carré avec ses deux "ailes". Le pôle aboral (à l'opposé de la bouche) semble échancré en forme de cœur et contient le statocyste et le pore anal. Si le pôle aboral est mince, le corps s'épaissit successivement jusqu'à la bouche, terminaison munie d'une très longue ouverture dont les bords sont garnis de cils irisés. Les huit cténidies ne sont pas de longueurs égales. Quatre rangées de peignes cernent les "ailes", deux pour chaque côté.

### Couleur
Neis cordigera a ses deux surfaces planes d'un blanc hyalin parsemé d'un grand nombre de veinules anastomosées. Sa coloration sur les côtés est jaune mordoré linéolée de traits enlacés jaune clair. Les cténidies ont de fortes propriétés iridescentes

### Anatomie

#### Système gastrovasculaire
L'estomac de Neis cordigera n'est en aucun cas déformé par ses "ailes" et a la forme simple d'un cône ou d'un sac. Lors d'un péristaltisme du tube digestif, seulement une sténose peut avoir lieu donc dès que la contraction a atteint le pôle aboral, une autre part de la lèvre et progresse rapidement vers le pôle aboral en environ 1,5 seconde. L'estomac est alors comprimé au quart de son diamètre habituel, ce dernier est en effet très mobile et Neis cordigera peut sans difficulté avaler des proies plus grosses que lui. Par ailleurs, ce mouvement péristaltique peut avoir lieu dans l'autre sens et cette expulsion peut être observée lorsque l'animal meurt lentement comme par exemple dans des réactifs agissant lentement. 

#### Système vasculaire
Le système vasculaire de Neis cordigera consiste en 8 tiges. Alors que les cténophores du genre Beroe ont deux systèmes vasculaires séparés, celui de Neis cordigera ne forme qu'un seul et même réseau. Le reticulum (ici ensemble des anastomoses qui forment un réseau) vasculaire chez Neis cordigera et de plus bien plus développé que chez les Beroe. Alors que pour ces derniers, les canaux forment un réticulum d'à peine plus d'une couche, chez Neis cordigera, ce réseau s'étend en trois dimensions. Depuis la couche superficielle, des "branches" s'étendent de façon centripète (vers le centre) et se propagent jusqu'à l'estomac. Ces ramifications deviennent de plus en plus fines et finissent en un fin réseau capillaire (de vaisseaux extrêmement fins) sur la paroi extérieure de l'estomac. Vers la bouche, le réseau est très fin et indistinct mais peut être aisément mis en évidence avec du tétroxyde d'osmium. Le système vasculaire des "ailes" consiste en canaux longitudinaux presque parallèles. Ces "tiges" sont reliées les unes aux autres par des canaux transversaux de même largeur qui forment un réseau en forme d'échelle. Au milieu, entre chaque paire de canaux méridiens, les vaisseaux sont plus larges qu'à proximité des tiges : leur diamètre est en effet presque trois fois plus grand ici. 

#### Production sexuelle
Les gamètes ne peuvent être trouvées qu'exclusivement dans les reticula vasculaires (cités précédemment) les plus isolés des canaux méridiens contrairement aux Beroe chez qui les gamètes se trouvent près des canaux méridiens alors que les vaisseaux entre les "tiges" sont presque stériles. Les ovules viendraient de cellules de l'endoderme de l'épithélium des canaux méridiens qui auraient sombré dans le sous-épithélium et migré vers les anastomoses éloignées des "tiges". Durant cette migration, la taille des ovules augmente et on retrouve dans les vaisseaux éloignés des canaux méridiens des gamètes femelles matures. C'est aussi dans ces anastomoses que se situent les spermatozoïdes amassés en boules. Certains affirment que les ovules pourraient plutôt venir de l'ectoderme.

#### Bouche
Lorsque Neis cordigera poursuit une proie, il ferme sa bouche de façon à garder une silhouette fuselée. Pour cela il "scelle" ses lèvres en formant des connexions intra-cellulaires temporaires.

## Distribution
Neis cordigera peut être rencontré dans la mer de Tasman et le détroit de Bass.

## Mode de vie

### Alimentation
Neis cordigera se nourrit d'animaux planctoniques au corps mou, principalement les autres cténophores qu'il peut avaler en entier même s'ils sont plus gros que le prédateur lui-même.

### Reproduction
Comme presque tous les cténophores, Neis cordigera est hermaphrodite et produit les gamètes mâles et femelles. La fécondation est externe.